# Saison 2008-2009 du Royal Evere White Star Hockey Club
 (mars 2023).
Si vous disposez d'ouvrages ou d'articles de référence ou si vous connaissez des sites web de qualité traitant du thème abordé ici, merci de compléter l'article en donnant les références utiles à sa vérifiabilité et en les liant à la section « Notes et références ».
 (mars 2023).
Maillots
Chronologie
Saison précédente Saison suivante

## Les rencontres de la saison

### Messieurs

#### Championnat de Nationale 1
Entre parenthèses le rang de l'équipe si ce n'est pas la première équipe du club.
| Date       | J.     | Adversaire                 | Lieu  | Score | Buteurs |
| ---------- | ------ | -------------------------- | ----- | ----- | ------- |
| 21/09/2008 | 1re J. | R.T.H.C. Wellington        | WELL1 |       |         |
| 28/09/2008 | 2e J.  | Langeveld H.C.             | LEOP1 |       |         |
| 05/10/2008 | 3e J.  | R. Daring H.C.             | RWSC1 |       |         |
| 12/10/2008 | 4e J.  | R. Uccle Sport (2)         | UCCL2 |       |         |
| 19/10/2008 | 5e J.  | R. Beerschot T.H.C.        | RWSC1 |       |         |
| 26/10/2008 | 6e J.  | R. Racing C.B. (2)         | RACI1 |       |         |
| 02/11/2008 | 7e J.  | K. Mechelse T.H.C.         | RWSC1 |       |         |
| 09/11/2008 | 8e J.  | R.S.H.C Amicale Anderlecht | AMAN1 | 2-2   |         |
| 11/11/2008 | 9e J.  | Braxgata H.C.              | RWSC1 |       |         |
| 16/11/2008 | 10e J. | R. Ombrage H.C.            | OMBR1 |       |         |
| 23/11/2008 | 11e J. | R. Baudouin H.C.           | RWSC1 |       |         |
| 30/11/2008 | 12e J. | R.T.H.C. Wellington        | RWSC1 |       |         |
| //2009     | 13e J. | Langeveld H.C.             | RWSC1 |       |         |
| //2009     | 14e J. | R. Daring H.C.             | DARI1 |       |         |
| //2009     | 15e J. | R. Uccle Sport (2)         | RWSC1 |       |         |
| //2009     | 16e J. | R. Beerschot T.H.C.        | BEER1 |       |         |
| //2009     | 17e J. | R. Racing C.B. (2)         | RWSC1 |       |         |
| //2009     | 18e J. | K. Mechelse T.H.C.         | MECH1 |       |         |
| //2009     | 19e J. | R.S.H.C Amicale Anderlecht | RWSC1 |       |         |
| //2009     | 20e J. | Braxgata H.C.              | BRAX1 |       |         |
| //2009     | 21e J. | R. Ombrage H.C.            | RWSC1 |       |         |
| //2009     | 22e J. | R. Baudouin H.C.           | BAUD1 |       |         |

#### Championnat de Nationale 1 (Barrages)
| Date       | Tour   | Adversaire         | Lieu  | Score      | Buteurs |
| ---------- | ------ | ------------------ | ----- | ---------- | ------- |
| 19/04/2009 | Aller  | R. Herakles H.C. 2 | HERA1 | 2-2        |         |
| 26/04/2009 | Retour | R. Herakles H.C. 2 | RWSC1 | 2-1 b.e.o. |         |

Le R.E. White Star H.C. se maintient en Nationale 1.

#### Coupe de Belgique
Entre parenthèses les buts d'avance en fonction des divisions d'écart, avec un maximum de 2 buts.
| Date       | Tour           | Adversaire         | Lieu  | Score | Buteurs |
| ---------- | -------------- | ------------------ | ----- | ----- | ------- |
| 14/09/2008 | 2e Tour        | R. Ombrage H.C.    | OMBR1 | 4-5   |         |
| 08/02/2009 | 3e Tour        | R.H.C. Namur (+1)  | NAMU1 | 3-5   |         |
| / /2009    | 1/8e de finale |                    |       |       |         |
| 26/03/2009 | 1/4 de finale  | R. Herakles 2 (+1) | RWSC1 | 1-2   |         |

Le R.E. White Star H.C. est éliminé par le R. Herakles H.C. 2 en 1/4 de finale.

### Dames

#### Championnat de Nationale 1 (Barrages)
| Date       | Tour   | Adversaire      | Lieu  | Score | Buteurs |
| ---------- | ------ | --------------- | ----- | ----- | ------- |
| 18/04/2009 | Aller  | R. Ombrage H.C. | OMBR1 | 0-3   |         |
| 25/04/2009 | Retour | R. Ombrage H.C. | RWSC1 | 4-2   |         |

Le R.E. White Star H.C. se maintient en Nationale 1.